# そっと口づけて ギュッと抱きしめて
「そっと口づけて ギュッと抱きしめて」（そっとくちづけて ギュッとだきしめて）は、藤本美貴の2枚目のシングル。2002年6月12日発売。

## 概要
本作で自身初のオリコンのシングルチャートでTOP10入りを果たした。

## 収録曲
全作詞・作曲：つんく
1. そっと口づけて ギュッと抱きしめて
編曲：渡部チェル
2. 恋よ! 美しく
編曲：高橋諭一
3. そっと口づけて ギュッと抱きしめて (Instrumental)

## 参加ミュージシャン
そっと口づけて ギュッと抱きしめて
- キーボード&プログラミング：渡部チェル
- ギター：川瀬智
- コーラス：つんく・稲葉貴子

恋よ! 美しく
- ギター&プログラミング&コーラス：高橋諭一
- ベース：つよし
- マンドリン：坂野シンヤ
- コーラス：藤本美貴・稲葉貴子